# 細島みなと祭り
細島みなと祭り（ほそしまみなとまつり）とは宮崎県日向市の細島地区で、毎年7月中旬に開催される130年以上の伝統のある祭である。二基の太鼓台が組み合わさる勇壮な祭りとして知られている。

## 概要・歴史
1889年（明治22年）の町村制施行に伴い、同地区が宮崎県で初めて町制を施行したことを祝って、初代町長日高猪兵衛（第四世日高猪兵衛）が、自身の先祖の出元である紀州から太鼓台の設計図を取り寄せて組み上げ、それを当時荒くれ者が多かった東地区の住民たちに担がせたのがイベントの起源とされる。翌年、商人が多く住んでいた西地区も、淡路から同様の設計図を取り寄せ、現在の祭りの礎が築かれた。細島の太鼓台はその起源が宗教的祭事に基づくものではないため、近年は10代を中心とした多くの女性が乗り、祭りを盛り上げる。一方で、同地区には細島八坂神社があり、航海の安全と大漁を祈願して行われる祇園祭（御神輿の渡御や船渡御など）をそれ以前から奉納していたが、これら神事と前述のイベントとが融合し、現在の細島みなと祭りが形成された。